# Chiastische structuur
De chiastische structuur (genoemd naar de letter chi) is een soort literaire stijlfiguur waarbij binnen een bepaalde verhaallijn de verschillende thema's in een bepaalde volgorde worden gerangschikt, waarbij de eerste helft van het verhaal de structuur A-B-C... enz. heeft, die in de tweede precies wordt omgekeerd. De meest eenvoudige chiastische structuur heeft dus de vorm ABBAABB…ABB. Het idee achter deze stijlfiguur is dat door deze symmetrische ordening elk der thema's afzonderlijk meer nadruk krijgt.
Chiastische structuren worden met name veel aangetroffen in literaire teksten uit de Oudheid, zoals de Bijbel en de Thora. Een sprekend voorbeeld uit de Thora is de passage vanaf het midden van het boek Exodus tot aan het eind van Leviticus. Deze passage begint en eindigt met een overeenstemming tussen God en de Israëlieten op de Sinaï, en het einde is ook een soort overeenstemming wanneer God de Hebreeën vertelt wat er met hen zal gebeuren als ze zijn wetten niet respecteren. Daartussenin worden de hoofdideeën verkondigd, die te maken hebben met de heiligheid van het Tenach en van de Israëlieten.
Beowulf is een ander voorbeeld van een tekst met een inhoudelijk chiastische structuur. Ook het werk van Homerus bevat volgens Cedric Whitman veel chiastische structuurelementen.